# روبيرت كوخ
روبيرت كوخ (بالألمانية: Robert Koch)‏ (26 فبراير 1986 في ألمانيا - ) هو لاعب كرة قدم ألماني (وحمل سابقاً جنسية ألمانيا الشرقية) في مركز الوسط. لعب مع دينامو دريسدن ونادي نورنبرغ وFC Oberlausitz Neugersdorf ‏ وSC Borea Dresden ‏.

## وصلات خارجية
- روبيرت كوخ على موقع قاعدة بيانات كرة القدم.إي يو (الإنجليزية)
- روبيرت كوخ على موقع بيانات كرة القدم. دي إي (الألمانية)
- روبيرت كوخ على موقع Soccerway.com (الإنجليزية)
- روبيرت كوخ على موقع عالم كرة القدم.نت (الإنجليزية)